# Rhombomantis butleri
Rhombomantis butleri (лат.) — вид богомолов рода Rhombomantis из семейства Mantidae (Hierodulini, Hierodulinae).
Встречаются в Южной Азии (Индия, Непал).

## Описание
Длина менее 10 см. Лобный склерит без шипа. Боковые границы переднеспинки немного сужены за надкоксальным суставом, с несколькими шипами посередине боковых границ; метазона простернума с двумя чёрными точками и черноватой полосой за ними. На передних лапках бедра внутри с 3 коричневыми полосами; первые 3 дисковидные и более крупные внутренние шипы полностью чёрные; последние часто с чёрными пятнами у оснований. Стигма переднего крыла ограничена с обоих концов большим чёрным пятном; кубитус у самки 4-ветвистый, а последняя ветвь media не разделена. Переднеспинка короткая, вытянутая до ромбовидной (никогда не округлая), сбоку с узким пластинчатым расширением. Последнее простирается от метазоны до основания переднеспинки.